# Manuport
 (mai 2023).
La mise en forme du texte ne suit pas les recommandations de Wikipédia : il faut le « wikifier ».
Les points d'amélioration suivants sont les cas les plus fréquents :
- Les titres sont pré-formatés par le logiciel. Ils ne sont ni en capitales, ni en gras.
- Le texte ne doit pas être écrit en capitales (les noms de famille non plus), ni en gras, ni en italique, ni en « petit »…
- Le gras n'est utilisé que pour surligner le titre de l'article dans l'introduction, une seule fois.
- L'italique est rarement utilisé : mots en langue étrangère, titres d'œuvres, noms de bateaux, etc.
- Les citations ne sont pas en italique mais en corps de texte normal. Elles sont entourées par des guillemets français : « et ».
- Les listes à puces sont à éviter, des paragraphes rédigés étant largement préférés. Les tableaux sont à réserver à la présentation de données structurées (résultats, etc.).
- Les appels de note de bas de page (petits chiffres en exposant, introduits par l'outil «  Source ») sont à placer entre la fin de phrase et le point final[comme ça].
- Les liens internes (vers d'autres articles de Wikipédia) sont à choisir avec parcimonie. Créez des liens vers des articles approfondissant le sujet. Les termes génériques sans rapport avec le sujet sont à éviter, ainsi que les répétitions de liens vers un même terme.
- Les liens externes sont à placer uniquement dans une section « Liens externes », à la fin de l'article. Ces liens sont à choisir avec parcimonie suivant les règles définies. Si un lien sert de source à l'article, son insertion dans le texte est à faire par les notes de bas de page.
- La présentation des références doit suivre les conventions bibliographiques. Il est recommandé d'utiliser les modèles {{Ouvrage}}, {{Chapitre}}, {{Article}}, {{Lien web}} et/ou {{Bibliographie}}. Le mode d'édition visuel peut mettre en forme automatiquement les références.
- Insérer une infobox (cadre d'informations à droite) n'est pas obligatoire pour parachever la mise en page.

Pour une aide détaillée, merci de consulter Aide:Wikification.
Si vous pensez que ces points ont été résolus, vous pouvez retirer ce bandeau et améliorer la mise en forme d'un autre article.
Un manuport (du latin manus (main) et portare (porter)) est un objet d'origine naturelle délibérément déplacé de son environnement originel, et emmené à un autre endroit par une personne, sans qu'aucune modification n'ait été apporté à l'objet.
Généralement déplacé par l'Homo sapiens, quelques manuports sont le résultat d'autres hominidés. Les manuports communs sont les pierres, les coquillages et les fossiles, ce qui a mené les archéologues et les anthropologues à conclure que ceux-ci ont été choisis pour leur beauté.
Cette importance pour l'aspect esthétique d'un objet suggère que certains manuports représentent certaines des plus anciennes formes d'art.

## Étymologie
La première mention du terme manuport vient de l'anglais en 1966. Le mot est dérivé des mots Latins manus ("main" en Français), et portare ("porter").

## Manuports importants

### Le Galet de Makapansgat
Le Galet de Makapansgat a été découvert pour la première fois dans les années 1920 lors de fouilles archéologiques dans la vallée de Makapan en Afrique du Sud. Bien que remarquable pour sa ressemblance frappante avec un visage humain et son association probable avec les australopithèques, le caillou a peu attiré l'attention à l'époque. (Seulement quelques années auparavant, la première description de l'Australopithèque avait été publiée et, en tant que tel, le caillou n'a pas été étudié davantage). Avec le développement de la biologie de l'évolution au cours du XXe siècle, aidé par la découverte de nouvelles espèces d'hominidés, cela a suscité un intérêt renouvelé pour le Galet de Makapansgat.

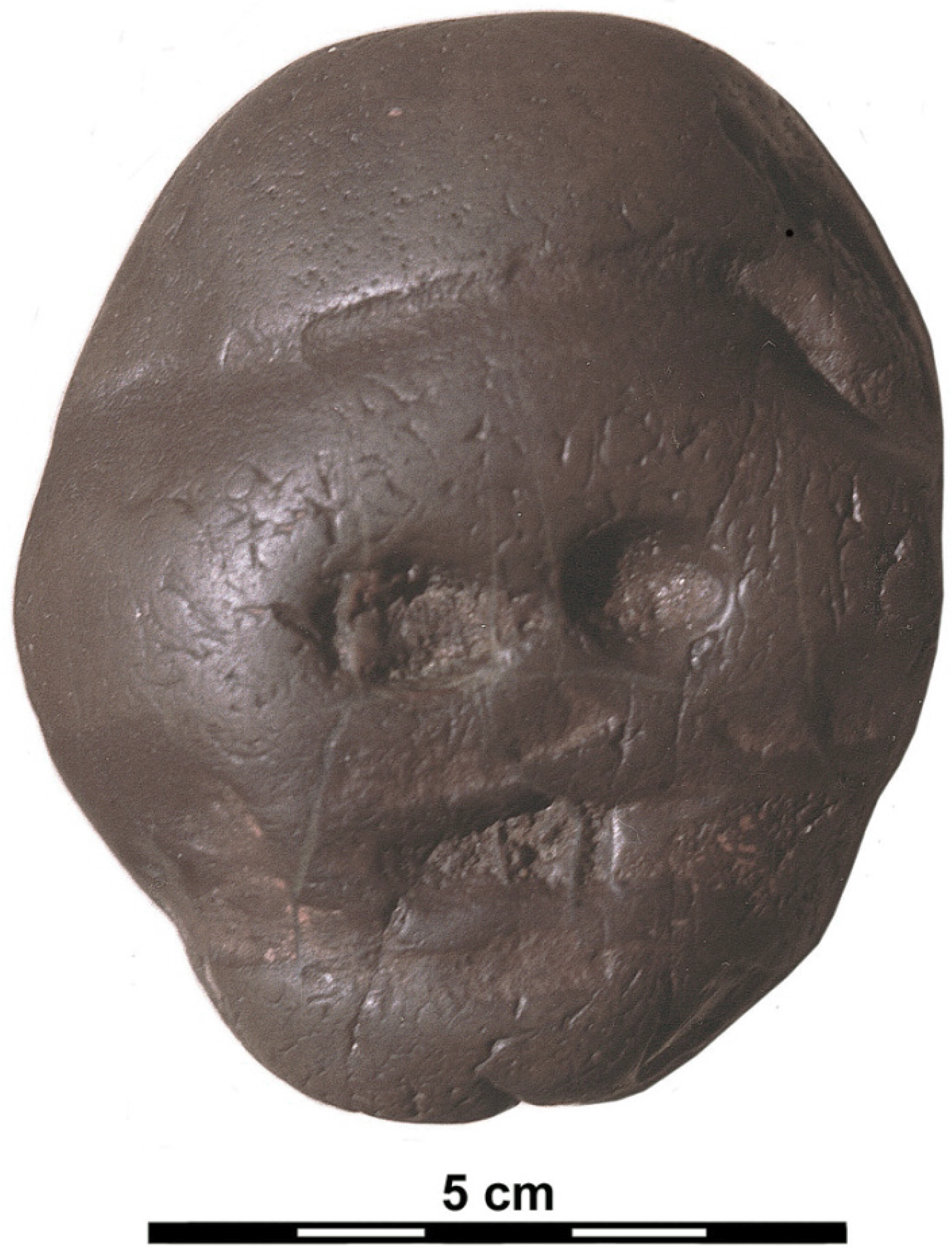
Le Galet, ci-dessus, avec son "visage"

L'analyse sédimentaire de la grotte où le Galet de Makapansgat a été trouvé a permis la découverte d'un squelette d'Australopithecus africanus, Celui-ci date le manuport entre -2Ma et -3Ma. La Jaspe (soit le type de roche dont le galet est fait), n'est pas trouvé ailleurs dans la grotte et le dépôt de jaspe le plus proche se trouve à environ 32 km. Robert G. Bednarik soutient que le galet doit avoir été ramassé et "transporté sur une distance considérable" par un hominidé il y a environ 2,95 millions d'années. Le Galet de Makapansgat est le plus ancien manuport connu, et est peut-être le premier exemple de pensée symbolique.
Le 'visage' distinctif du Galet de Makapansgat, avec ses 'yeux', sa 'bouche', et son 'nez' en triangle, a conduit certains chercheurs à conclure que le profil devait avoir été sculpté à la main, au moins en partie. Cependant, des recherches récentes suggèrent que les caractéristiques du galet sont entièrement le résultat de forces naturelles. Pendant le Pliocène, le dépôt de jaspe qui deviendrait le Galet de Makapansgat aurait subi un stress géologique important qui a produit des fractures, qui ont ensuite été remplies de silice. Les forces d'érosion auraient ensuite usé la silice, laissant le 'visage' du galet, principalement formé à la fin de l'époque du Pliocène.

### La Seiche d'Erfoud
Le manuport d'Erfoud a été découvert en 1984 par Lutz Fiedler lors d'une excavation archéologique près de la ville d'Erfoud, au Maroc. Le manuport a été trouvé aux côtés d'autres outils en pierre datant du Paléolithique inférieur, et estimés à avoir été laissé entre -200 000 et -300 000. Mesurant environ 68 mm de long, 35 mm de large et 33 mm d'épaisseur, le manuport d'Erfoud est remarquable car il ressemble à un "pénis humain grandeur nature".
Le manuport est composé d'un fragment d'un fossile de seiche (Orthoceras sp.) fossilisé pendant la période du Dévonien ou du Carbonifère. Le fossile a dû être transporté sur une distance importante jusqu'à son site final, car les fossiles de seiche ne sont pas trouvés dans cette partie de l'est du Maroc et sont connus pour être trouvés fréquemment ailleurs. L'analyse microscopique de la surface de l'objet n'a révélé aucune trace de modification humaine mais montre des signes d'usure mineure.

### La chaille de Barrow Island
En 2014, un manuport en chaille a été découvert incrusté dans un récif ancien sur l'île de Barrow, en Australie occidentale. L'île n'a pas de dépôts naturels de chaille et la pierre a donc dû être transportée depuis l'Australie continentale. D'autres artefacts en chaille trouvés sur l'île de Barrow ont été modifiés pour être utilisés comme une lame. Les sources les plus proches de chaille se trouvent à plusieurs kilomètres en bateau dans les régions de Pilbara et de Carnarvon. La pierre aurait été transportée pendant la dernière période glaciaire, lorsque les côtes de l'île de Barrow et de l'Australie étaient beaucoup plus proches et plus facilement traversables. Le manuport ne présente pas de signes de fracture, malgré le transport prévu pour une utilisation ultérieure comme outil. Cela implique que la pierre de chaille a dû être perdue à un moment donné pendant le transport.
Le manuport a été trouvé coincé dans du calcaire, un type de roche sédimentaire typique des dunes de sable et des récifs qui se sont asséchés. La partie exposée de la chaille mesure 40 mm de large sur 35 mm de haut. L'analyse chimique a déterminé que l'âge du calcaire est de 41 000 ans, indiquant la date possible la plus ancienne à laquelle le manuport a été déposé. Cela confirme d'autres découvertes archéologiques sur l'île suggérant que les humains ont occupé l'île de Barrow il y a 53 000 ans. Collectivement, ces artefacts présentent l'un des exemples les plus anciens d'exploitation des ressources maritimes en dehors de l'Afrique.
Les archéologues australiens ont noté que le calcaire est un support idéal pour la conservation et que la découverte du manuport de l'île de Barrow est une forte indication que d'autres artefacts sont susceptibles de se trouver le long de l'Australie occidentale.

### La galène de San Joaquin Hill
Vers 2006, un manuport en galène a été découvert dans une grotte des collines de San Joaquin, en Californie. La galène, ou sulfure de plomb, est depuis longtemps utilisée comme pigment minéral par les communautés indigènes locales de ce qui est aujourd'hui le sud de la Californie. Le minéral a un éclat métallique naturel et peut apparaître comme une couleur de plomb ou d'argent foncé lorsqu'il est utilisé comme peinture. La grotte dans laquelle le manuport a été découvert contient de l'art rupestre préhistorique, pour lequel la galène était couramment utilisée. La seule source de galène à proximité se trouve entre 26 et 32 km de distance et les archéologues estiment que le manuport a été apporté sur le site par le biais du commerce à une époque préhistorique.